# Scybalocanthon
Scybalocanthon – rodzaj chrząszczy z rodziny poświętnikowatych i podrodziny Scarabaeinae. Obejmuje 26 opisanych gatunków. Zamieszkują Amerykę Południową i południową Amerykę Centralną.

## Morfologia

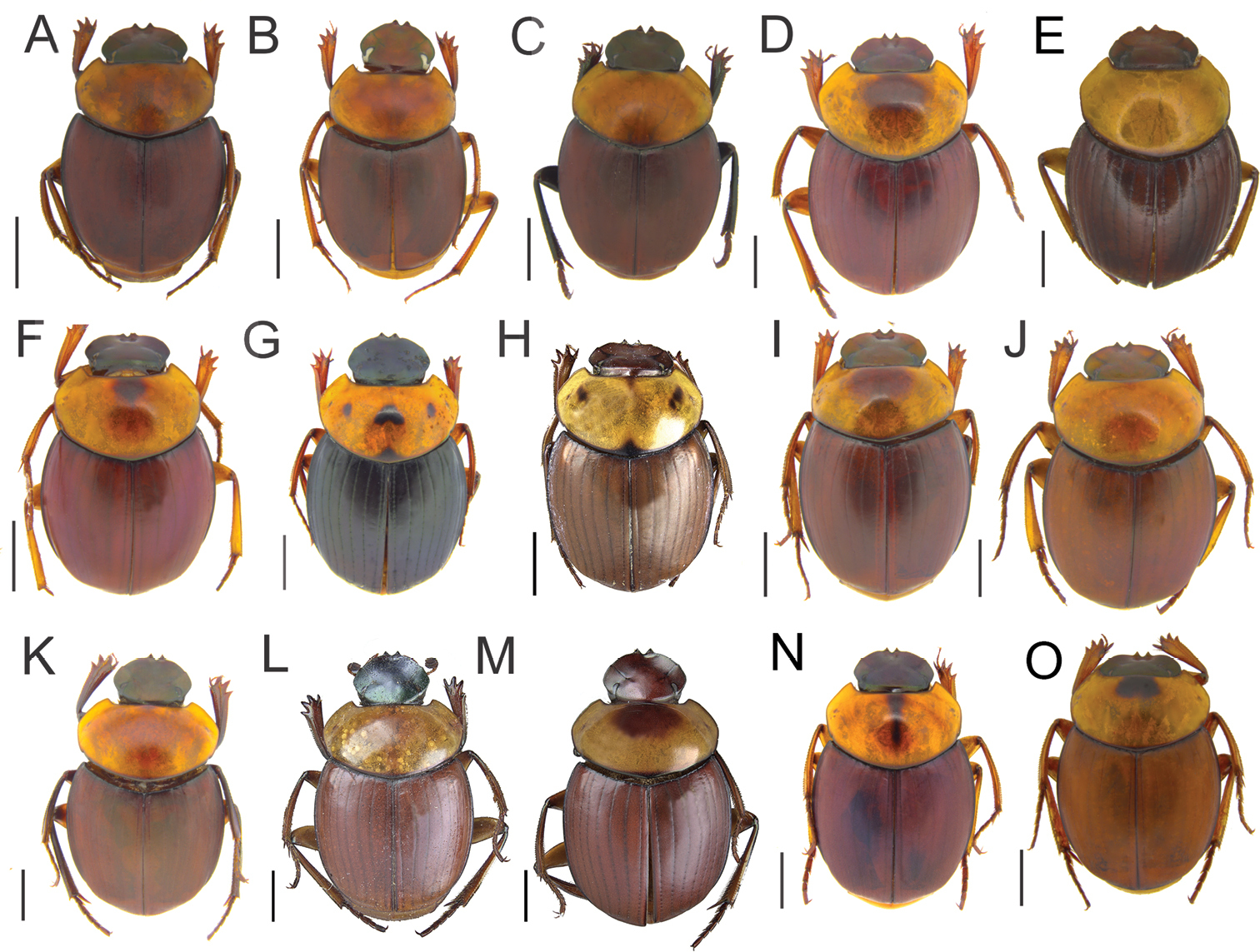
Przedstawiciele rodzaju. A: S. acrianus, B: S. adisi, C: S. aereus, D: S. arnaudi, E: S. chamorroi, F: S. federicoescobari, G i H: S. kaestneri, I: S. martinezi, J: S. papaxibe, K, L i M: S.pinopterus, N: S. pygidialis, O S. uniplagiatus

Chrząszcze o ciele w zarysie owalnym z zaokrąglonym bokami, długości od 5,8 do 10,3 mm. Oskórek wierzchu ciała ma drobną, ziarenkowatą mikrorzeźbę.
Głowa ma przecinkowate w widoku grzbietowym oczy rozstawione na dwunastokrotność swojej szerokości oraz nadustek o równomiernie zakrzywionych krawędziach bocznych i zaopatrzonej w dwa małe, trójkątne, pośrodkowe ząbki krawędzi przedniej.
Dwukrotnie szersze niż dłuższe przedplecze ma skierowane ku przodowi i zaostrzone kąty przednie oraz zakrzywione dozewnętrznie, niekiedy z kątowym zagięciem krawędzie boczne. Przednia para odnóży ma golenie z trzema zębami bocznymi, w przypadku prawie wszystkich gatunków u samicy środkowy z nich jest tak samo odległy od obu pozostałych, u samca zaś bliższy wierzchołkowemu. Pozostałe pary odnóży mają uda o nieobrzeżonych krawędziach przedniej i tylnej oraz stopy o ukośnie na szczycie ściętym pierwszym członie krótkim, o połowę na zewnętrznej krawędzi krótszym niż następny. Odnóża pary środkowej mają  golenie równomiernie łukowato odgięte ku ciału, zaś pary tylnej niemal proste. Pazurki wszystkich stóp pozbawione są ząbka u podstawy.
Odwłok ma zaokrąglone na szczycie pygidium co najwyżej niewyraźnym żeberkiem oddzielone od propygidium. Genitalia samca mają przynajmniej trochę niesymetryczne paramery. W endofallusie nieobecna jest lamella copulatrix, występuje natomiast okrągły z cienką granicą i rączkowatą wypustką skleryt peryferyjny prawy wyższy, różnorodnie ukształtowany skleryt peryferyjny frontolateralny, wydłużony i nieregularny w zarysie kompleks sklerytów osiowych i podosiowych, a czasem także krótki skleryt dodatkowy.

## Ekologia i występowanie
Owady te zasiedlają głównie lasy o różnym stopniu wilgotności.
Rodzaj neotropikalny, znany z Kostaryki, Nikaragui, Panamy, Kolumbii, Trynidadu i Tobago, Wenezueli, Surinamu, Gujany Francuskiej, Brazylii, Ekwadoru, Peru, Boliwii, Paragwaju i Argentyny. Zdecydowana większość gatunków występuje w regionach Amazonii, Mata Atlântica i Yungas. Tylko jeden gatunek wkracza do Ameryki Centralnej i tylko jeden znany jest z Paragwaju i Argentyny.

## Taksonomia
Takson ten wprowadzony został w 1948 roku przez Antonia Martíneza na łamach „Revista de la Sociedad Entomológica Argentina”. Na korzyść jego monofiletyzmu świadczą wyniki analizy filogenetycznej Claudii A. Mediny i innych z 2003 roku oraz cechy budowy genitaliów samców.
Do rodzaju tego zalicza się 26 opisanych gatunków:

- Scybalocanthon acrianus Silva et Valois, 2019
- Scybalocanthon adisi Silva et Valois, 2019
- Scybalocanthon aereus (Schmidt, 1922)
- Scybalocanthon arcabuquensis Molano et Medina, 2010
- Scybalocanthon arnaudi Silva et Valois, 2019
- Scybalocanthon ashei Silva et Génier, 2019
- Scybalocanthon batesi Vaz-de-Mello et Silva, 2017
- Scybalocanthon chamorroi Silva et Valois, 2019
- Scybalocanthon cyanocephalus (Harold, 1868)
- Scybalocanthon darlingtoni  (Paulian, 1939)
- Scybalocanthon federicoescobari Silva et Valois, 2019
- Scybalocanthon haroldi Silva et Valois, 2019
- Scybalocanthon kaestneri (Balthasar, 1939)
- Scybalocanthon kelleri Pereira et Martínez, 1956
- Scybalocanthon korasakiae Silva, 2011
- Scybalocanthon maculatus (Schmidt, 1920)
- Scybalocanthon martinezi Silva et Valois, 2019
- Scybalocanthon moniliatus (Bates, 1887)
- Scybalocanthon nigellus (Schmidt, 1922)
- Scybalocanthon nigriceps (Harold, 1868)
- Scybalocanthon papaxibe Silva et Valois, 2019
- Scybalocanthon pinopterus (Kirsch, 1873)
- Scybalocanthon pygidialis (Schmidt, 1922)
- Scybalocanthon sexspilotus  (Guérin-Méneville, 1855)
- Scybalocanthon trimaculatus (Schmidt, 1922)
- Scybalocanthon uniplagiatus (Schmidt, 1922)